# Јут (Ајова)
Јут (енгл. Ute) град је у америчкој савезној држави Ајова. По попису становништва из 2010. године у њему је живело 374 становника.

## Демографија
Према попису становништва из 2010. године у граду је живело 374 становника, што је четири (-1.1%) становника мање него 2000. године.
| Група             | 2000.       | 2010.       |
| Белци             | 377 (99,7%) | 369 (98,7%) |
| Афроамериканци    | 1 (0,3%)    | 1 (0,3%)    |
| Азијати           | 0 (0,0%)    | 0 (0,0%)    |
| Хиспаноамериканци | 0 (0,0%)    | 3 (0,8%)    |
| Укупно            | 378         | 374         |